# Mathilde von Hennegau
Mathilde von Hennegau (* 29. November 1293; † 1331) war Fürstin von Achaia von 1313 bis 1318. Sie war die Tochter von Florenz von Hennegau und Isabelle de Villehardouin, Fürstin von Achaia.
Von 1307, als Philipp von Piemont seine Ansprüche auf Achaia aufgab, bis 1312, als Isabelle de Villehardouin starb, wurde Achaia von zwei Personen beansprucht, Isabelle und Philipp I. von Tarent. 1313 gab Philipp das Fürstentum Mathilde. Isabelles Tod hatte jedoch einen weiteren Anspruchsteller auf den Plan gerufen, Ferdinand von Mallorca, der im Namen seiner Ehefrau Isabelle de Sabran, der Tochter von Isabelle de Villaehardouins jüngerer Schwester Margarete, auftrat.
1299, noch als Kind, war Mathilde mit Guido II. de la Roche, Herzog von Athen, verheiratet worden, der 1308 starb. 1313 heiratete sie Ludwig von Burgund, den Titularkönig des seit langem nicht mehr existierenden Königreichs Thessaloniki, um das Haus Anjou mit dem Haus Burgund zu verbinden. In Ergänzung dazu wurde Hugo V., Herzog von Burgund und Ludwigs älterer Bruder, mit Catherine de Valois-Courtenay verlobt, jedoch löste Catherines Vater Karl von Valois die Verlobung und verheiratete sie mit Philipp I. von Tarent, der nun wiederum auf Achaia zugunsten von Mathilde und Ludwig verzichtete. 
Das Paar reiste nach Griechenland, um ihr Lehen in Besitz zu nehmen, das bereits von Ferdinand von Mallorca belegt war. In der Schlacht von Manolada am 5. Juli 1316 wurde Ferdinand getötet, und Ludwig konnte anschließend die Kontrolle über Elis ausüben. Vier Wochen später starb er, der Chronik von Morea zufolge an einem Fieber, während die katalanische Declaratio summa Gift unterstellt, das von Graf Johann von Kefalonia verabreicht wurde. Sein Tod hinterließ ein ungesichertes Fürstentum mit seinem Bruder Odo IV. von Burgund, Mathilde von Hennegau und den Angevinen als Anspruchsteller.
Mathilde wurde 1318 gezwungen, Johann von Durazzo zu heirateten und als Fürstin abgesetzt. 1321 verstieß Johann Mathilde (die Ehe war kinderlos geblieben), die in vierter Ehe dann Hugues de La Palice heiratete. Sie zog sich nach Aversa zurück, wo sie 1331 starb.